# Takeo Fukuda
Takeo Fukuda (福田 赳夫 Fukuda Takeo?, Takasaki, Gunma, 14 de enero de 1905-Tokio, 5 de julio de 1995) fue un político japonés y el 67.º primer ministro de Japón desde el 24 de diciembre de 1976 hasta el 7 de diciembre de 1978.

## Biografía
Nació en la prefectura de Gunma y estudió en la Universidad Imperial de Tokio. Antes y durante la Segunda Guerra Mundial fungió como burócrata en el Ministerio de Finanzas y Secretario Jefe del Gabinete. Tras la guerra, dirigió la oficina general de contabilidad.
En 1952 fue elegido en la Cámara de Representantes representando al Tercer Distrito de Gunma. Fue elegido secretario del Partido Liberal Democrático en 1957 y fungió como Ministro de Agricultura, Silvicultura y Pesca (1959 – 1969), Ministro de Finanzas (1969 – 1971), Ministro de Asuntos Exteriores (1971 – 1973) y Director de la Agencia de Planificación Económica (1974 – 1976). Fue candidato a primer ministro en 1972, pero perdió ante Kakuei Tanaka.

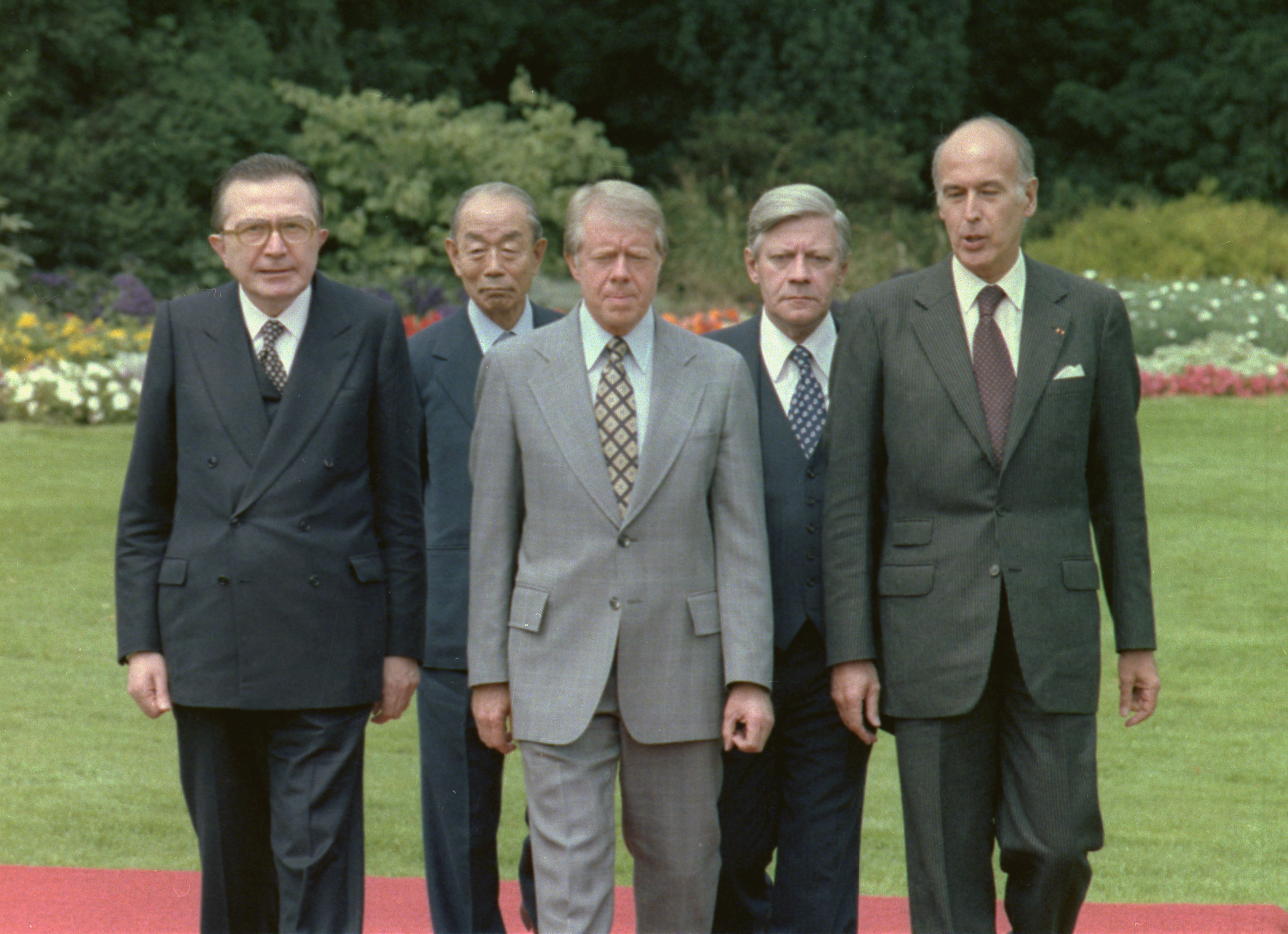
Fukuda (segundo desde la izquierda) durante la cumbre del G7 en 1978.

Llegó a la presidencia del Partido Liberal Democrático y del cargo como primer ministro de manos de Takeo Miki, tras la elección de 1976. Permaneció en el cargo, pero tuvo el apoyo de partidos pequeños para mantener una mayoría parlamentaria. A pesar de que fue considerado un conservador en la política exterior, Fukuda tuvo críticas al acceder las demandas de un grupo terrorista que secuestró el Vuelo 472 de Japan Airlines, al considerar que la vida humana era lo más importante.
En un esfuerzo de terminar el sistema de facciones del PLD, introdujo las elecciones primarias dentro del partido. Irónicamente, en la primera elección primaria a finales de 1978, fue derrotado por Masayoshi Ōhira, y tuvo que renunciar como primer ministro. Posteriormente, fue un personaje importante en la formación del Consejo de Interacción. Se retiró de la política en 1990 y falleció en 1995 , en Tokio a los 90 años .
Su hijo mayor, Yasuo Fukuda, fue primer ministro de Japón durante el periodo 2007-2008.
| Predecesor: Kiichi Aichi | Ministro de Relaciones Exteriores de Japón 1971 – 1972 | Sucesor: Masayoshi Ōhira |
| Predecesor: Takeo Miki   | Primer ministro de Japón 1976 – 1978                   | Sucesor: Masayoshi Ōhira |

- Datos: Q315584
- Multimedia: Takeo Fukuda / Q315584